# 瓜拉坡蟹甲草
瓜拉坡蟹甲草（学名：Parasenecio koulapensis）是菊科蟹甲草属的植物，为中国的特有植物。分布在中国大陆的云南等地，生长于海拔2,850米至3,200米的地区，见于山坡杂木林下，目前尚未由人工引种栽培。

## 异名
- Cacalia koulapensis (Franch.) Hand.-Mazz.